# Zemplín

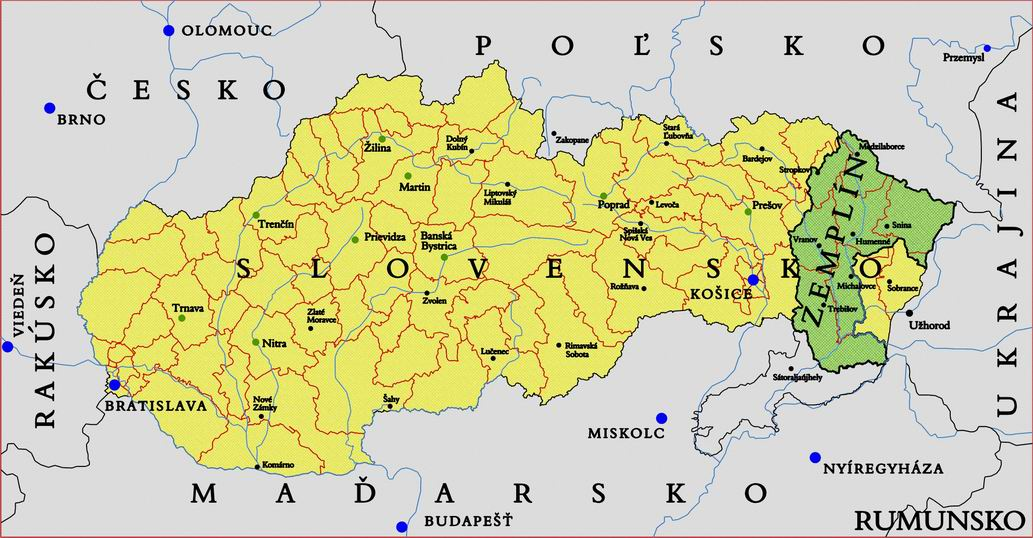
Zemplín – zeleně vyznačen historický rozsah na Slovensku, černou linií rozsah v Maďarsku

Zemplín (maďarsky Zemplén) je historické území ve střední Evropě, rozdělené mezi Slovensko (region Zemplín) a Maďarsko (část župy Borsod-Abaúj-Zemplén). Na Slovensku se takto zpravidla označuje celá nejvýchodnější část země, odpovídající území československé Zemplínské župy z let 1918–1922 (zahrnující i slovenskou část historického Užska).

## Uherská župa

### Geografie
Zemplín je územím protáhlého a členitého tvaru, které sahá od tokajských vinic a rovin při řece Tise na jihozápadě až po horu Kremenec na slovensko-polsko-ukrajinském trojmezí. Z jihu je vymezuje Tisa, ze západu pásmo Slanských vrchů a ze severu hlavní hřeben Karpat (hranice s Polskem). Východní hranice je zčásti vedena po Latorici, Laborci a Vihorlatu. Osou území je řeka Bodrog s přítoky Ondavou a Laborcem (jehož tok je zde celý, od pramene po ústí). Rozloha župy před rozdělením činila 6 269 km2.

### Města a okresy
Centrem župy byl nejprve Zemplínský hrad, později město Sátoraljaújhely (Nové Město pod Šiatorem) v dnešním Maďarsku.
V roce 1910 se Zemplín dělil na 12 okresů:

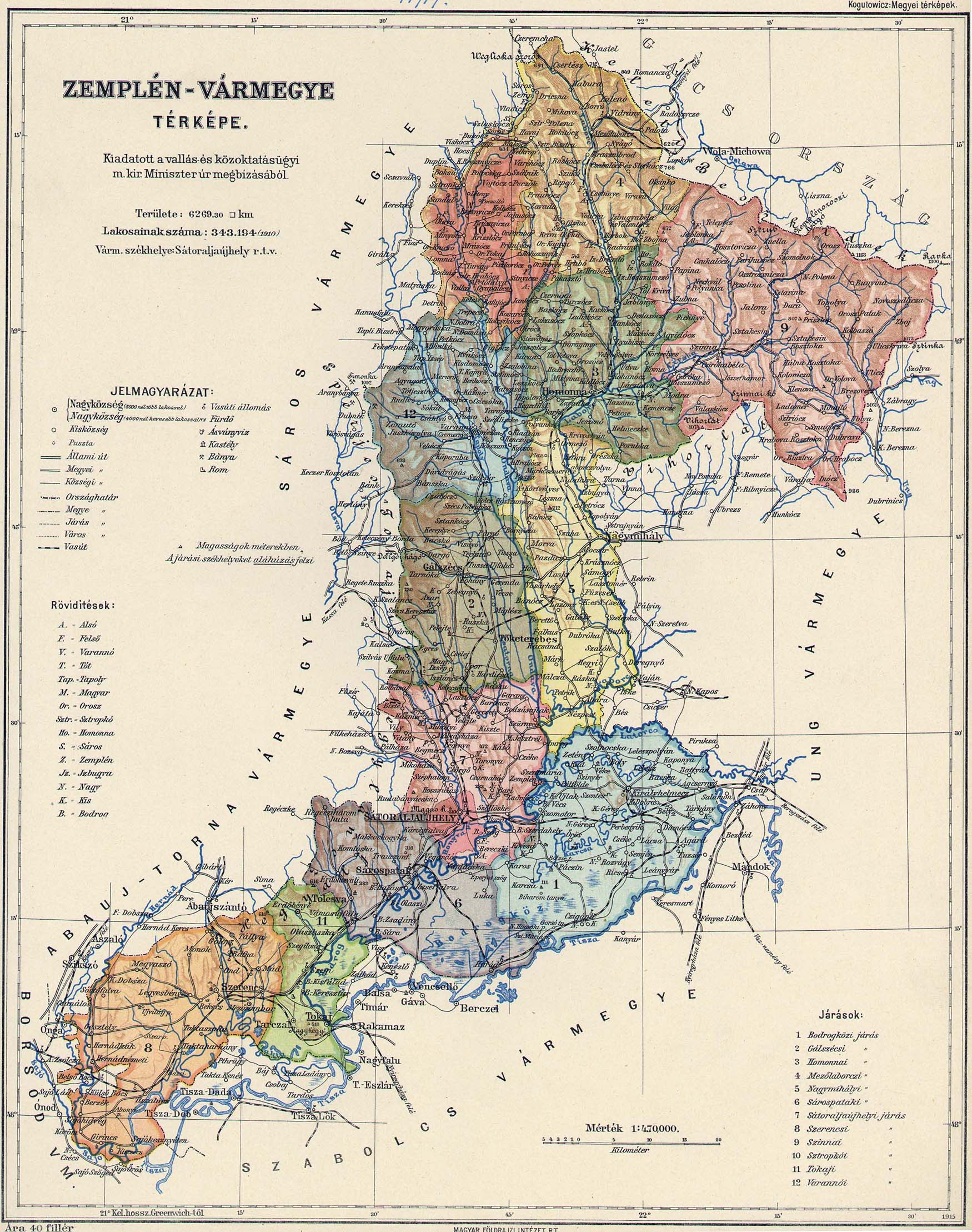
Politická mapa župy (1910)

1. Okres Sátoraljaújhely (Sátoraljaújhelyi járás)
2. Okres Sárospatak (Sárospataki járás)
3. Okres Tokaj (Tokaji járás)
4. Okres Szerencs (Szerencsi járás)
5. Okres Bodrogköz (Bodrogközi járás), sídlo Kráľovský Chlmec (Királyhelmec)
6. Okres Michalovce (Nagymihályi járás)
7. Okres Sečovce (Gálszécsi járás)
8. Okres Vranov nad Topľou (tehdy jen Vranov) (Varannói járás)
9. Okres Stropkov (Sztropkói járás)
10. Okres Humenné (Homonnai járás)
11. Okres Medzilaborce (Mezőlaborci járás)
12. Okres Snina (Szinnai járás)

### Obyvatelstvo
Statistické údaje z roku 1910:
Národnostní složení
- Slováci 27,1 %
- Maďaři 56,5 %
- Rusíni 11,4 %
- Němci 2,8 %

Náboženské složení
- Římští katolíci 38,6 %
- Řečtí katolíci 30,0 %
- Reformovaní 19,7 %
- Evangelíci a. v. 2,0 %
- Židé 9,6 %

## Maďarský Zemplín
Po první světové válce zůstala Maďarsku pouze jižní část Zemplína, která byla administrativně zachována jako župa Zemplén s centrem v Sátoraljaújhely. Po první vídeňské arbitráži roku 1938, kdy Maďarsko získalo pás slovenského jižního pohraničí, byla župa zvětšena o část svého historického rozsahu (území na levém břehu Latorice a masiv Zemplínských vrchů). Po roce 1945 byl vrácen předešlý stav a územněsprávní reformou roku 1950 byl maďarský Zemplín začleněn do nové sloučené župy Borsod-Abaúj-Zemplén (s centrem v Miškovci). V jejím rámci historickému Zemplínu zhruba odpovídají okresy Cigánd, Sárospatak, Sátoraljaújhely, Szerencs a Tokaj.

### Města
Podle počtu obyvatel k 1. 1. 2018:
- Sátoraljaújhely (14 253)
- Sárospatak (11 768)
- Szerencs (8 676)
- Tokaj (4 069)
- Cigánd (3 009)

## Slovenský Zemplín

### Dějiny od roku 1918
Po vzniku Československa se severní a střední část Zemplína stala součástí Slovenska coby Zemplínská župa s centrem v Michalovcích. K tomuto celku byla z praktických důvodů připojena i slovenská část Užské župy, což bylo území bezprostředně východně od Michalovců (dnes zhruba okres Sobrance a východní polovina okresu Michalovce), a Sabolčské župy (město Čop).
Tato rozšířená Zemplínská župa byla 1. 1. 1923 zrušena (tím Zemplín jako správní jednotka na Slovensku zcela zanikl) a stala se součástí větší Košické župy. Roku 1928 bylo na Slovensku zrušeno celé župní zřízení a území Zemplína zůstalo rozděleno jen na okresy.
První vídeňskou arbitráží v listopadu 1938 se jižní část slovenského Zemplína stala součástí Maďarska a podle historických hranic byla rozdělena mezi maďarskou Zemplínskou (Zemplén) a obnovenou Užskou (Ung) župu. Po skončení války byly obnoveny předválečné hranice mezi ČSR a Maďarskem. Slovenský Zemplín se tak vrátil k původnímu (širšímu) rozsahu, pouze město Čop bylo v červnu 1945 připojeno k Zakarpatské oblasti Ukrajiny jako součást sovětského záboru.
Správní reformou z roku 1949 byl slovenský Zemplín rozdělen mezi Prešovský kraj (většina) a Košický kraj, roku 1960 se celý stal součástí Východoslovenského kraje (celé okresy Humenné, Michalovce, Trebišov, většina okresu Vranov nad Topľou a část okresu Svidník). Od 90. let je opět rozdělen mezi Prešovský kraj a Košický kraj.
Slovenský Zemplín má rozlohu asi 5600 km² a žije zde asi 430 000 obyvatel. Přestože od roku 1923 není administrativně zakotven, existuje stále v povědomí jako jeden ze slovenských kulturních regionů (podobně jako řada dalších bývalých uherských žup na Slovensku), a to ve svém širším smyslu včetně části historického Užska (kde např. leží vodní nádrž Zemplínská šírava).

### Města
Podle počtu obyvatel roku 2019:
- Michalovce (38 776)
- Humenné (32 834)
- Trebišov (24 649)
- Vranov nad Topľou (22 245)
- Snina (20 289)
- Stropkov (10 438)
- Veľké Kapušany (8 862, historicky v Užsku)
- Sečovce (8 542)
- Kráľovský Chlmec (7 426)
- Medzilaborce (6 531)
- Sobrance (6 346, historicky v Užsku)
- Strážske (4 250)
- Čierna nad Tisou (3 619)

### Horní a Dolní Zemplín
Zemplín bývá pro svou velkou rozlohu a krajinnou a kulturní diverzitu často rozdělován na Horní Zemplín a Dolní Zemplín, což současně odpovídá rozdělení území Zemplína mezi Prešovský a Košický kraj. Do Horního Zemplína tak patří okresy Humenné, Medzilaborce, Snina, Stropkov (část) a Vranov nad Topľou, do Dolního Zemplína okresy Michalovce, Sobrance a Trebišov.

### Ekonomika
Zemplín patří mezi nejchudší regiony na Slovensku, s vysokou mírou nezaměstnanosti a nízkou průměrnou mzdou. Nejvýznamnějšími centry zaměstnanosti jsou města Humenné, Michalovce a Vranov nad Topľou.

### Turistický ruch

#### Hrady
- Zemplínský hrad
- Jasenovský hrad
- Michalovský hrad
- Stropkovský hrad
- Tibavský hrad
- Bačkovský hrad
- Brekovský hrad
- Čičava
- Zřícenina hradu Parič v Trebišově
- Zřícenina hradu Vinné, s výhledem na Michalovce

#### Vodní plochy
- Zemplínská šírava
- Veľká Domaša
- Vinenské jezero
- Morské oko (známé též jako Veľké Vihorlatské jazero)
- Vodní nádrž Starina

#### Turistika
- Poloniny (národní park)
- Vihorlatské vrchy (chráněná přírodní rezervace)
- Bukovské vrchy

### Kultura
- Zemplínské muzeum v Michalovcích
- Vihorlatské muzeum v Humenném
- Vlastivědné muzeum v Trebišově
- Muzeum moderního umění Andyho Warhola v Medzilaborcích
- Mezinárodní galerie MIRO v Snině